# Pierre de Saqqarah Sud

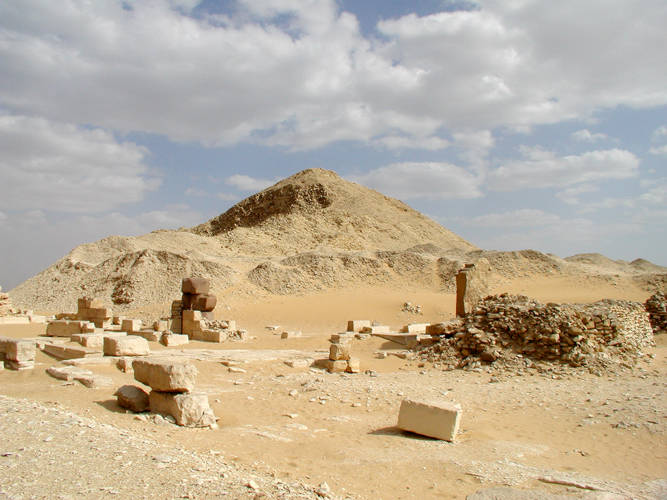
Le site de la découverte à Saqqarah Sud : la pyramide de Pépi II et les pyramides de ses reines.

La pierre de Saqqarah Sud est une stèle de l'Égypte antique, découverte en 1932 par Gustave Jéquier dans le complexe funéraire de Sakkarah Sud. Cette stèle présentait les annales de la VIe dynastie, dont c'est le seul exemplaire connu. 
Utilisée en remploi comme couvercle du sarcophage de la reine Ânkhésenpépi IV, cette stèle a été très endommagée, est devenue très peu lisible et comporte de larges manques. Ce qui reste de ses inscriptions a cependant pu être lu de 1993 à 2000 par Michel Baud et Vassil Dobrev à la lumière rasante et par photographie, et constitue malgré ses lacunes un témoignage précieux pour la connaissance des pharaons de la VIe dynastie et la durée de leur règne.
Malgré son mauvais état, c'est le premier exemplaire connu d'une pierre à annales complète. Elle est conservée au Musée égyptien du Caire.

## Découverte

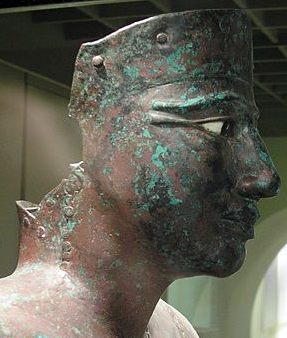
Pepi Ier est le premier pharaon dont des éléments de titulature sont reconnus sur la stèle.

L'archéologue Gustave Jéquier effectue cette découverte dans sa campagne de fouilles de 1931-1932 au sud de la nécropole de Saqqarah, dans la partie où se trouvent la pyramide de Pépi II et les trois pyramides de ses reines. Elle était dans un des cinq entrepôts au sud de la pyramide d'Ipout II, là où il découvre le sarcophage de la reine Ânkhésenpépi IV.
Jéquier se rend compte que le sarchophage d'Ânkhésenpépi est en fait curieusement dépareillé, la cuve et le couvercle ne correspondant pas, la cuve étant plus petite que son couvercle. Il en conclut à juste titre que le couvercle devait être un remploi, ayant auparavant servi à un aute usage.
Malgré le très mauvais état de la stèle et des inscriptions, il arrive à reconnaître des éléments de la titulature royale de Pepi Ier et probablement de sa mère.
La stèle est conservée au musée égyptien du Caire, sous le numéro d'inventaire JE 65908.
C'est là qu'en 1993 les égyptologues Michel Baud et Vassil Dobrev examinent attentivement la stèle. Ils se rendent compte que l'état des inscriptions est « moins irrémédiablement perdu qu'on ne l'avait généralement accepté ».
Examinant la stèle avec une lumière rasante, ils reconnaissent d'abord comme Jéquier la présence de signes identifiant Pepi Ier et sa mère Ipout Ire. Ils identifient ensuite de nombreuses petites portions de l'inscription d'origine.
Ils reconnaissent ainsi la titulature de Téti accompagnée du nom de sa mère Sechsechet, ainsi que diverses formules traditionnelles répétées et des dates de recensement. Ces éléments démontrent qu'il s'agit là des annales royales de la VIe dynastie.

## Description de la stèle
La stèle est en basalte, c'est un monolithe. Sa longueur – ou hauteur – est de 234 cm, pour une largeur de 92 cm, avec un épaisseur variant de 20 à 21 cm.
Elle présente de grandes irrégularités. Sur les côtés, un grand nombre de petits trous sont probablement la marque de dressage vertical de la stèle, avec un pic en pierre.
Sur le plat du recto, la pierre a été irrégulièrement taillée. Des lissages ont été effectués, laissant des rainures sur la moitié droite de la stèle, mais ces lissages n'ont pas fait disparaître les défauts de taille. La surface résultante est en légères vagues.
Les inscriptions hiéroglyphiques ont été effectuées ensuite, sur la totalité de la stèle. La gravure en est maladroite, probablement à cause de la dureté du matériau, le basalte.
Une usure générale abrasive a lieu après les inscriptions, les endommageant gravement, sur presque tout le texte ; seules les parties dans le « creux » des vagues de la surface sont un peu préservées. 92 % environ du texte est ainsi effacé, il n'en reste donc que 8 %. 
De plus, la stèle subit d'autres dégâts, notamment une grande entaille large et profonde, parallèlement au bord de cette stèle, probablement en voulant la débiter. D'autres coups sont portés sur la stèle, de part et d'autre de l'entaille. La pierre est ensuite fracturée de façon très nette, et perd des éclats. Enfin une tentative de restauration a été effectuée au XXe siècle pour combler les manques.

## Inscriptions
Baud et Dobrev effectuent le relevé des inscriptions directement sur la stèle, malgré les difficultés de lisibilité. Une série de quarante-deux prises de vue photographiques permet la vérification de leur relevé.
Le texte comporte pour le recto de faibles marges de part et d'autre, de 10 cm à droite, 4,5 cm à droite, et 3,5 cm en haut et en bas. Au verso, seule la marge haute est un peu visible, de 2,5 cm.
La compréhension du texte est difficile à cause des effacements. Mais les comparaisons avec des stèles analogues pour d'autres époques facilitent l'interprétation. Les pierres et stèles analogues sont notamment à la pierre de Palerme', réduite à l'état de sept fragments (un à Palerme, d'où le nom de la stèle ; cinq au Caire et un à Londres).
Les annales que l'on peut reconstituer sur la pierre de Saqqarah Sud commencent le long du bord droit de la stèle, en hiéroglyphes de grande taille. Seule cette partie a cette grande taille de signes. Le reste du texte aussi est orienté vers la droite.
L'inscription commence dans la première colonne par un nom d'Horus, illisible, sans doute celui d'un pharaon. C'est très probablement le pharaon à l'époque duquel ces annales ont été inscrites. Le milieu de la colonne n'est pas lisible. Cette colonne se termine par une formule d'éternité.
Ensuite viennent les titulatures des pharaons Téti, Ouserkarê et Pépi Ier, chacune étant suivie du nom de la mère du pharaon. Les hiéroglyphes sont de moindre taille que ceux de la première colonne, mais de taille plus grande que la suite du texte.
Téti est indiqué fils de Sechséchet, ce qui confirme les hypothèses antérieures. La titulature d'Ouserkarê qui vient ensuite, peu lisible, confirme la réalité du règne de ce pharaon, peu documenté par ailleurs. Ensuite vient la titulature de Pépi et de sa mère, déjà identifiées par Jéquier.
En-dessous de la titulature de ces pharaons figurent les registres sur chacun des règnes. Ils sont assez peu lisibles. Ils concernent Téti au début, et Pépi à la fin de ces registres. D'après l'espace occupé par un registre, on peut estimer qu'il y avait six registres sur la stèle.
Les annales que l'on peut tâcher de déchiffrer sur cette pierre sont très comparables à celles de la pierre de Palerme. Cela permet de déduire une permanence de ce genre littéraire, qui s'observe donc sur la pierre de Saqqarah pour la VIe dynastie de façon très proche des annales antérieures sur les documents comparables.
On retrouve ainsi sur la pierre de Saqqarah Sud de façon similaire aux autres annales : 
- Les titulatures royales suivies du nom de la mère du pharaon ;
- Les mentions génériques analogues ;
- Les dates de recensement ;
- Les hauteurs de crues du Nil ;
- Les mentions divines avec décompte d'offrandes, de rituels, d'érections de statues ;
- Le même matériau, le basalte ;
- La taille fine comparable des caractères ;
- La gravure recto-verso de la pierre, conçue comme stèle érigée.

Il y a aussi des différences, comme l'absence de traits séparateurs dans l'inscription.
La longueur de règne de chaque pharaon du début de la VIe dynastie est déductible sur cette pierre grâce aux recensements.  
La pierre de Saqqarah Sud, malgré son très mauvais état et le peu d'inscriptions lisibles, est le premier exemplaire connu d'une pierre à annales complète et permet la vue d'ensemble des pharaons concernés et de leur durée de règne.